# مايكل بومغاردت
مايكل باومغارد (بالإنجليزية: Michael Baumgardt)‏ (من مواليد 12 سبتمبر 1966 في برلين، ألمانيا) وهو خبير معروف في مجال النشر المكتبي وتصميم مواقع الإنترنت، وقد كتب أكثر من 20 كتابًا.

## حياته
في عام 1989، ساعد باومغارد على إطلاق شركة "Keys" وهي مجلة كمبيوتر في ألمانيا، بينما عمل أيضًا كمحرر لـ SOUND CHECK ، وهي مجلة موسيقية أخرى من نفس الناشر (PPV). كانت شركة Keys تتنافس في ذلك الوقت مع مجلة Keyboards الألمانية الأكبر والأكثر ثباتًا. من بين المقالات البارزة التي عرضتها Keys مقابلة مع اوسكار سالا، الملحن الألماني والمخترع لـ "Mixtur-Trautonium"، ومقابلة مع الشركات الأمريكية الرائدة في صناعة آلات النطق. في عام 1994 بدأ أيضًا في إصدار شركة نشر لموسيقى الحاسوب والإلكترونيات. كان العنوان الأول (الذي كتبه هانز - يواخيم شيفر ولارس فاغنر) عبارة عن مجموعة من الموسيقيين الكلاسيكيين والحاليين.
ومع ذلك، غادر باومغارد الوكالة وشركة النشر التابعة له لمتابعة موسيقاه. في عام 1991 انتقل إلى بوسطن، الولايات المتحدة الأمريكية ، للدراسة في كلية بيركلي للموسيقى. استمر في الكتابة لمجلة PAGE كمراسلهم الأمريكي، وهو المنصب الذي شغله لسنوات عديدة. من المجلات الأخرى التي كتب وعمل فيها والتي تشمل عالم الإنترنت "Print Process ، و KONR @ D ، و Mac Design و Photoshop User". في ذلك الوقت بدأ أيضًا في كتابة كتب الكمبيوتر. وفي سنوات قليلة أصبح أكثر المؤلفين شهرة في ألمانيا. واعتبرت كتبه على نطاق واسع أفضل الكتب في الموضوعات المتخصصة في مجال الكمبيوتر. وفي مرحلة ما، تم إدراج ثلاثة من كتبه في نفس الوقت في قائمة الكتب الرسومية العشرة الأولى الأكثر مبيعاً.
انتقل باومغارد في عام 1996 إلى نيويورك ونشر كتابه الأول باللغة الإنجليزية (Creative Web Design، Springer Publishing، 1997)، وهو كتاب كمبيوتر عن تصميم الويب و HTML. بعد أن صمم باومغارد جميع كتبه، تخطى حواجز الكتب والمجلات من خلال تضمين مقابلات مع أبرز مصممي الويب ومعماري المعلومات، مثل كليمنت ومارك كرومبكر.
كان الكتاب الأكثر شهرة لديه هو «تصميم الويب باستخدام الفوتوشوب 5.5». نُشر لأول مرة في ألمانيا (في عام 1998)، ثم نشرت دوليًا باللغات الصينية والكورية والإسبانية والبرتغالية والعديد من اللغات الأخرى.
يعتبر الكثيرون اليوم بأن باومغارد هو الخبير الرائد في مجال تصميم مواقع الإنترنت. قال سكوت كيلبي، رئيس تحرير مجلة مستخدمى الفوتوشوب عن تصميم الويب مع الفوتوشوب: "ربما يكون الكتاب الأكثر شمولاً في تصميم الويب مع وهو في رأيي أفضل كتاب حول الموضوع. يجب أن يكون لكل مصمم ويب نسخة منه. كان باومغاردت متحدثًا أيضًا في العديد من مؤتمرات فوتوشوب العالمية.